# Clusiodes bismarckensis
Clusiodes bismarckensis är en tvåvingeart som beskrevs av Mitsuhiro Sasakawa 1974. Clusiodes bismarckensis ingår i släktet Clusiodes och familjen träflugor. Inga underarter finns listade i Catalogue of Life.